# Bari Károly
Bari Károly (Bükkaranyos, 1952. október 1. –) Kossuth-díjas magyar költő, műfordító, folklórkutató, grafikus.

## Életpályája
1952-ben egy Borsod megyei kis hegyi faluban, Bükkaranyoson született hétgyermekes cigánycsaládban, ötödikként.
Az általános iskola elvégzése után Miskolcon járt gimnáziumba, az érettségi után pedig a Színművészeti Főiskolán és a debreceni Kossuth Lajos Tudományegyetem Bölcsészkarán folytatott tanulmányokat. Még gimnazista volt, amikor első, viharos sikert kiváltó verseskönyve megjelent, egymás után két kiadásban. Azóta több kötetet publikált.
Szerepelt egy versével a Szép lányok ne sírjatok című (1970) filmben.
Politikai tartalmú verseiért az 1970-es évek közepén meghurcolták és az egyik legszigorúbb magyarországi börtönbe, a szegedi Csillagba zárták. Kiszabadulása után évekig a társadalom perifériájára szorult.
Verseket ír, fest, folklórkutatással foglalkozik, s műfordításokat készít a kortárs külföldi költészetből, valamint a cigány lírai és epikus néphagyományból. Festményeiből először a Gödöllői Galéria rendezett kiállítást. Ezt követően bemutatták alkotásait Budapesten, Debrecenben, Szegeden, Párizsban, Berlinben és Strasbourgban.
Különböző külföldi folyóiratokban és antológiákban versei idegen nyelveken is rendszeresen napvilágot látnak. Önálló kötete jelent meg olaszul a Bolognai Egyetem kiadásában, franciául a párizsi Editions Noel Blandinnél és a szentendrei Vincze László Kiadónál, hollandul a rotterdami Stichting Poetry International, angolul a San Franciscói Mercury House és a szentendrei Vincze László Kiadó, németül pedig a berlini Oberbaum Verlag gondozásában.
2019. január 22-én tartotta székfoglaló előadását a Széchenyi Irodalmi és Művészeti Akadémián.

## Művei

### Versek
- Holtak arca fölé, Szépirodalmi, 1970
- Elfelejtett tüzek, Szépirodalmi, 1974
- A némaság könyve, Szépirodalmi, 1983
- 21 vers; Belvárosi, Budapest, 1992 (Borostyán-könyvek)
- Díszletek egy szinonimához, Párizs, Magyar Műhely, 1994
- A varázsló sétálni indul (Válogatott és új versek), Szépirodalmi, 1985
- Csönd; Kalligram, Budapest, 2017

### Egyéb
- Tűzpiros kígyócska. Cigány népköltészet, vál., ford., bev. Bari Károly; Budapest, Gondolat, 1985
- A Nap és a Hold története, cigány népmesék (LP, Hungaroton, 1989)
- Az erdő anyja – Cigány népmesék és néphagyományok, Budapest, Gondolat, 1990
- Cigány népdalok Erdélyből és Magyarországról (CD, LP, MP, Quintana – Harmonia Mundi, 1991)
- Bari Károly verseit mondja (LP, Hungaroton, 1991)
- Cigány folklór I – X., CD kollekció, magánkiadás, 1990
- A pontos hely – Műfordítások a kortárs külföldi költészetből, Budapest, Cégér, 1993
- Az üvegtemplom – Cigány népmesék, Debrecen, KLTE Néprajzi Tanszék, 1994
- Íves Könyvek sorozat 16 kötete (Bari Károly szerkesztése Pálffy Ildikóval közösen), Budapest, Nyomdacoop, 1995-1996
- Anthology of Gypsy Folksongs I-IV. (CD, EMI-Quint, 1996)
- A tizenkét királyfi – Cigány népmesék, Budapest, Romano Kher, 1996
- Bari Károly (szerk.): Álomtanya – Európai költők és írók művei cigányokról, Budapest, Romano Kher, 1996
- Bari Károly (szerk.): Madarak aranyhegedűn – Európai cigány költők és írók művei, Budapest, Romano Kher, 1996
- Bari Károly (szerk.): Tanulmányok a cigányságról és hagyományos kultúrájáról, Gödöllő, Petőfi Sándor Művelődési Központ, 1998
- Cigány folklór. Magyarország-Románia I-X. (CD, magánkiadás, 1999)
- "Mennyország csillaga". Magyar néphagyományok – cigány hagyományőrzők I-II. (CD, magánkiadás, 2001)
- Hárfarozs – Műfordítások a kortárs külföldi költészetből, Budapest, Belvárosi Könyvkiadó, 2008
- Régi cigány szótárak és folklór szövegek I-III.; szerk., bev., jegyz. Bari Károly, bibliogr. Hegedüsné Zöldi Hedvig; Hagyományok Háza, Budapest, 2013
- A mozdulatlanság örökbefogadása. Összegyűjtött versek, prózai írások és képzőművészeti alkotások, 1966–2018; Kalligram, Budapest, 2019
- A cigányokról. Bevezetők, előszók, tanulmányok és interjúk, valamint képek az életútról, kezdettől a jelenig; Cigányságkutató Intézet–Romano Instituto, Budapest, 2020 + CD

### Róla szóló irodalom
- Lengyel Balázs: Hol kezdődik a költészet? In: Lengyel Balázs: Verseskönyvről verseskönyvre, Budapest, Magvető, 1977, pp. 186–196.
- Domokos Mátyás: Konok gyurma a világ In: Tiszatáj, 1977/2. sz., pp. 37–44.
- Féja Géza: Az utolsó nomádok In: Féja Géza: Törzsek, hajtások, Budapest, Szépirodalmi, 1978, pp. 237–241.
- P. Varga Kálmán: Keserű láz In: Mozgó Világ, 1981/9. sz., pp. 96–103.
- Rónai László: Ráénekléssel gyógyított seb In: Új Írás, 1983/10. sz., pp. 103–106.
- Bari Károly; összeáll. P. Varga Kálmán; Művelődési Központ, Gödöllő, 1984 (Pénteki kör füzetek)
- Bari Károly Tűzpiros kígyócska című fordításkötetének eredeti cigány szövegei; Gödöllői Művelődési Központ, Gödöllő, 1985
- Keresztury Tibor: A varázsló sétálni indul In: Alföld, 1986/12. sz., pp. 94–96.
- Valachi Anna: A származás számomra kettős kötődést jelent – Bari Károly folklórkutatásaival is az előítéletek ellen küzd In: Central European Time, 1998/3. sz., pp. 71–74.
- Kecskés József (szerk): Bari Károly, költő, folklórkutató, interjúk, recenziók és más írások tükrében, Gödöllő, Petőfi Sándor Műv. Központ, 1999
- Kossuth–díj – 2001 In: Élet és Irodalom, 2001. 45. évf. 12. sz., p. 11.
- Ószabó István: Ahogy mindannyian tenni szeretnénk In: Partium, 2001. 10. évf., pp. 7–8.
- Nagy István Attila: A némaság könyve után – Bari Károly költészetéről In: Nagy István Attila: A szóra bírt mindenség – Műelemzések, tanulmányok, Nyíregyháza, 1996, p. 163
- Kelemen Zoltán: "Nehéz élet az ének." Bari Károly költészetéről In: Új Forrás, 2015/5., pp. 59–72.

### Bari Károlyról szóló írásokból, recenziókból
- Domokos Mátyás: Költő jelentkezett. 17 éves fiú a bükkaranyosi cigánysorról. In: Élet és Irodalom, 1970.9.
- Nádas Péter: Holtak arca fölé. Bari Károly verseiről. In: Pest megyei Hírlap., 1970. VI. 23.
- Erdélyi Zsuzsanna: A cigány folklór könyve. In: Élet és Irodalom, 1991. I. 14.
- Ilia Mihály: Bari Károly képei előtt In: Szeged Magazin, 1992. 7.
- Erős Zoltán: Bari és a brooklyni koldus In: Rádió és TV Újság, 1992. XI. 16-22.
- Varsányi Gyula: Kortalan zsoltár In: Népszabadság, 1993. I. 28.
- H.I. (Hell István): Szinonimák egy díszlethez In:. Amáro Drom, 1995. 6.
- Lengyel András: Egy új könyvsorozat margójára. "Olvasólámpa" rovat. In: Délmagyarország, 1995. VI. 17.

### Bari Károllyal készített interjúkból
- Mezei András: "Ami sors egy versért kiróható." Beszélgetés Bari Károllyal. In: Magyar Nemzet, 1990. VI. 9.
- Jávorszky Béla Szilárd: A folklór a kultúra kötőanyaga. Bari Károly beszél néprajzi és népmesei gyűjtéseiről, versekről és az Íves Könyvekről. In: Népszabadság, 1997. VII. 12.
- Valachi Anna: A Varázsló gyűjtőútra indult In: Népszava, 1998. II. 14.
- Vári Attila: Az alkotó sorsa In: Krónikás, 2001. 2.
- Szőcs Géza: A madarak tanácskozásáról és egyebekről In: A Dunánál, 2003. 5.
- Mezei András: "Lenézett népek költői." Beszélgetés Bari Károllyal a "Hárfarozs" című műfordításkötetéről. In: C.E.T., 2007. 10.
- Murányi Gábor: "A származás nem esztétikai kategória." In: Heti Világgazdaság, 2010. VI. 12.

### Bari Károly prózai írásaiból, néprajzi tanulmányaiból
- Bari Károly: Kurdi Imre versei elé In: Tiszatáj, 1984.1.
- Bari Károly: A mozdulatlanság örökbefogadása, Török László fotóiról In: Múlt és Jövő, 1991.3.
- Bari Károly: Hamvasztókönyv. Röhrig Géza első verseskötete In: Népszabadság, 1995. IV. 22.
- Bari Károly: Cigánynak lenni, költőnek lenni In: Magyar Hírlap, 1995. X. 16.
- Bari Károly: Mezei András verseiről In: C.E.T., 2008. 8.
- Bari Károly: A cigányokról In: Ethnographia, 2009. 1. Különlenyomat: Folklór, folklorisztika és etnológia, 226. ISSN 0230-7332 (A tanulmány másodközlésben megjelent az Amáro Drom (Utunk) 2009. decemberi számának mellékleteként, cigány-magyar szójegyzékkel kiegészítve.)
- Bari Károly: Kása Béla fotóiról In: Kecskés József (szerk.): Bari Károly költő, folklórkutató interjúk, recenziók és más írások tükrében', Petőfi Sándor Művelődési Központ, Gödöllő, 1999.

## Díjak, kitüntetések
- Aranydíj – vers kategória, I. Diákírók és Diákköltők Országos Találkozója, Sárvár (1970)[3]
- Sárvár város díja – I. Diákírók és Diákköltők Országos Találkozója, Sárvár (1970)[3]
- Móricz Zsigmond-ösztöndíj (1980)
- József Attila-díj (1984)
- Déry Tibor-díj (1992)
- Soros-életműdíj (1996)
- Bezerédj-díj (1996)
- C.E.T.-díj (Közép-európai Irodalmi Társaság díja) (2000)
- Kossuth-díj (2001)
- Kodály Zoltán-díj (2001)
- Pro Ethnographia Minoritatum-emlékérem (2003)
- Hazám-díj (2004)
- Párhuzamos Kultúráért díj (2014)[4]
- A Digitális Irodalmi Akadémia tagja (2019)
- Magyar Örökség díj (2020)[5]